# Ville-en-Tardenois
Ville-en-Tardenois est une commune française, située dans le département de la Marne en région Grand Est.

## Géographie

### Localisation

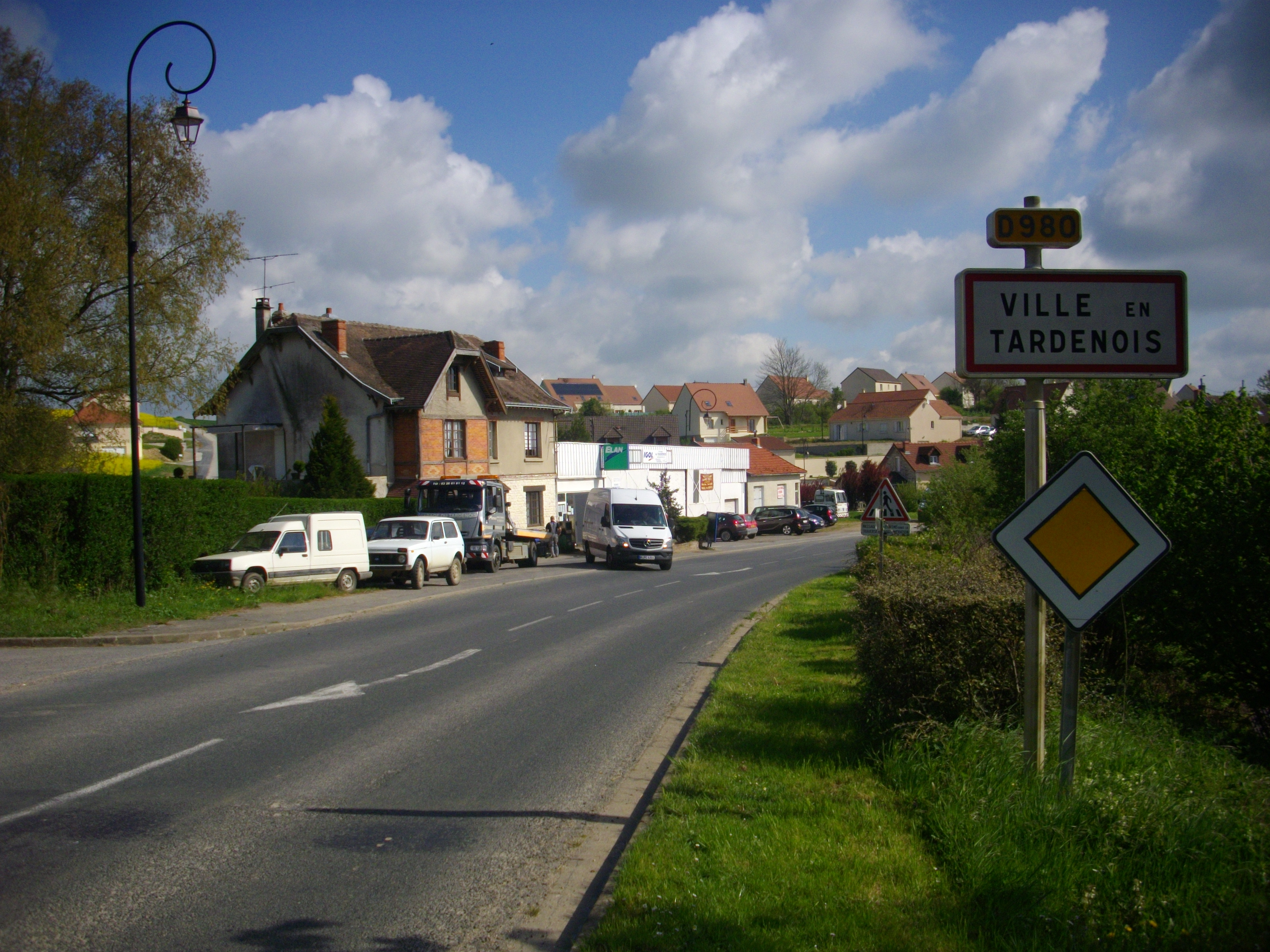
L'entrée de Ville-en-Tardenois sur la route départementale 980.

Ville-en-Tardenois se trouve au nord-ouest du département de la Marne, en région Grand Est. La commune appartient à la région agricole du Tardenois. Elle est située en limite du parc naturel régional de la Montagne de Reims, qu'elle a quitté en 2009.
La commune de Ville-en-Tardenois s'étend sur une superficie de 1 120 hectares. Son altitude varie entre 121 m, au niveau du ruisseau de la Brandeuille à l'est, et 239 mètres, au sud de la commune sur un plateau de l'ouest de la Montagne de Reims. Le centre du village, au niveau de la mairie, se trouve à environ 150 mètres.
Ville-en-Tardenois est desservie par l'ancienne route nationale 380 (actuelle RD 980). Par la route, elle se situe à 63 km de Châlons-en-Champagne, préfecture du département, à 22 km Reims, sous-préfecture, et à 19 km de Dormans, bureau centralisateur du canton de Dormans-Paysages de Champagne dont dépend Ville-en-Tardenois depuis 2015. La commune fait en outre partie du bassin de vie de Reims.
Ville-en-Tardenois est limitrophe de 7 communes :
| Lhéry   | Poilly             | Sarcy                  |
| Romigny | Ville-en-Tardenois | Chambrecy              |
|         | Jonquery           | Champlat-et-Boujacourt |

### Hydrographie

#### Réseau hydrographique
La commune est traversée par la ligne de partage des eaux entre les régions hydrographiques « la Seine de sa source au confluent de l'Oise (exclu) » et « la Seine du confluent de l'Oise (inclus) à l'embouchure » au sein du bassin Seine-Normandie. Elle est drainée par le ruisseau de la Brandeuille, le cours d'eau 01 de la commune de Chambrecy, le cours d'eau 01 de la commune de Romigny, le cours d'eau 02 de la commune de Ville-en-Tardenois et le ruisseau du Parc,.

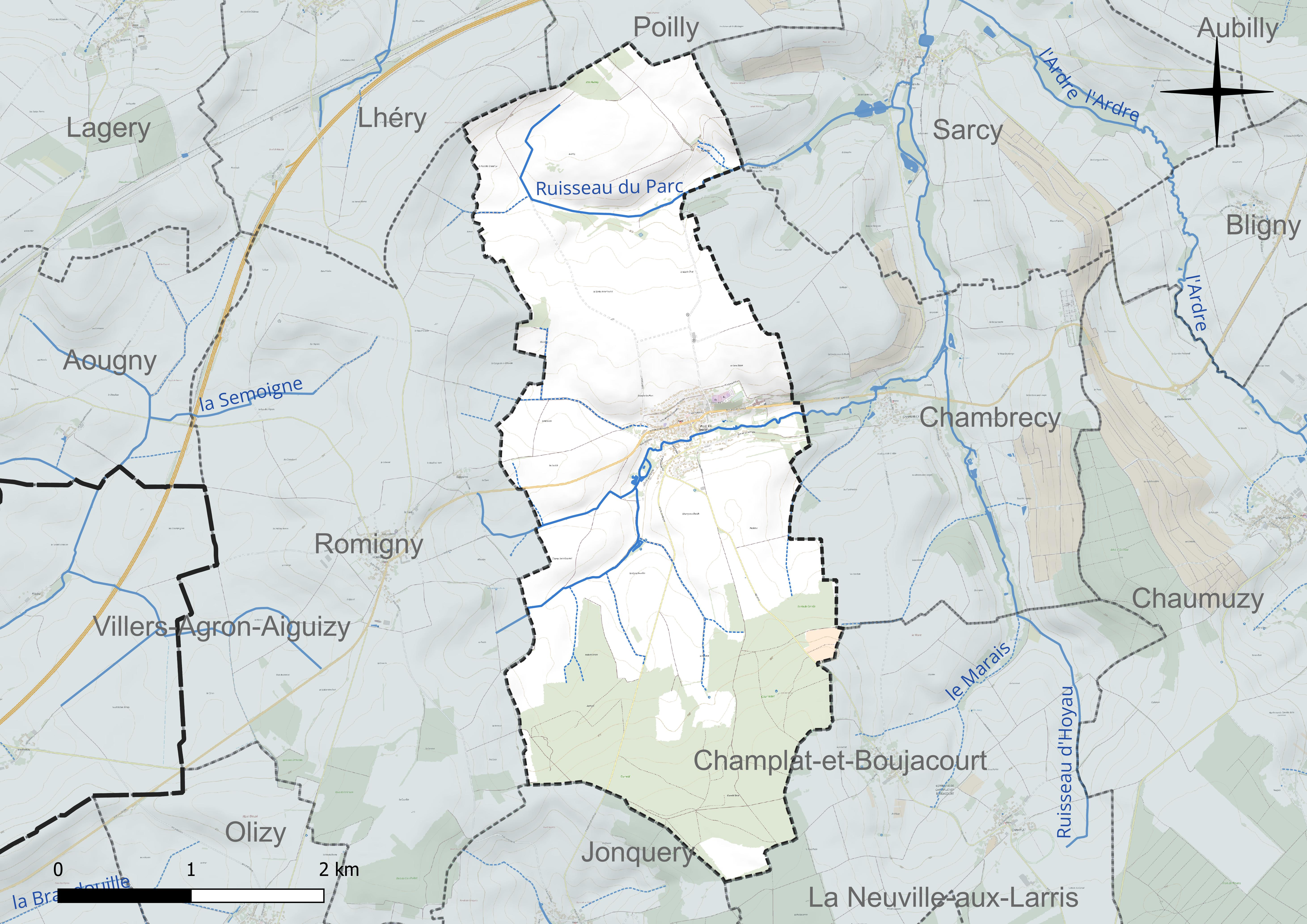
Réseau hydrographique de Ville-en-Tardenois.

#### Gestion et qualité des eaux
Le territoire communal est couvert par le schéma d'aménagement et de gestion des eaux (SAGE) « Aisne Vesle Suippe ». Ce document de planification, dont le territoire s’étend sur 3 096 km2 répartis sur trois départements (Aisne, Marne et Ardennes) et deux régions (Champagne-Ardenne et Picardie), a été approuvé le 16 décembre 2013. La structure porteuse de l'élaboration et de la mise en œuvre est le Syndicat d’aménagement des bassins Aisne Vesle Suippe (SIABAVES). 
La qualité des cours d’eau peut être consultée sur un site dédié géré par les agences de l’eau et l’Agence française pour la biodiversité. 

### Climat
Pour des articles plus généraux, voir Climat du Grand Est et Climat de la Marne.
En 2010, le climat de la commune est de type climat océanique dégradé des plaines du Centre et du Nord, selon une étude du Centre national de la recherche scientifique s'appuyant sur une série de données couvrant la période 1971-2000. En 2020, Météo-France publie une typologie des climats de la France métropolitaine dans laquelle la commune est exposée à un climat océanique altéré et est dans la région climatique  Nord-est du bassin Parisien, caractérisée par un ensoleillement médiocre, une pluviométrie moyenne régulièrement répartie au cours de l’année et un hiver froid (3 °C). 
Pour la période 1971-2000, la température annuelle moyenne est de 10,7 °C, avec une amplitude thermique annuelle de 16,1 °C. Le cumul annuel moyen de précipitations est de 745 mm, avec 12,6 jours de précipitations en janvier et 8,1 jours en juillet. Pour la période 1991-2020, la température moyenne annuelle observée sur la station météorologique de Météo-France la plus proche, « Chambrecy-Civc », sur la commune de Chambrecy à 2 km à vol d'oiseau, est de 10,7 °C et le cumul annuel moyen de précipitations est de 734,0 mm. 
La température maximale relevée sur cette station est de 40,3 °C, atteinte le 25 juillet 2019 ; la température minimale est de −22,1 °C, atteinte le 17 janvier 1985,,. 
Les paramètres climatiques de la commune ont été estimés pour le milieu du siècle (2041-2070) selon différents scénarios d'émission de gaz à effet de serre à partir des nouvelles projections climatiques de référence DRIAS-2020. Ils sont consultables sur un site dédié publié par Météo-France en novembre 2022.

## Urbanisme

### Présentation
Le village a été reconstruit après les destructions de la Première Guerre mondiale.
Il s'est développé dans le cadre de lotissements à partir des années 1980.
Les espaces urbanisés sont regroupés au niveau du village, et on compte un écart au nord, la ferme Aulnay.

### Typologie
Au 1er janvier 2024, Ville-en-Tardenois est catégorisée bourg rural, selon la nouvelle grille communale de densité à sept niveaux définie par l'Insee en 2022.
Elle est située hors unité urbaine. Par ailleurs la commune fait partie de l'aire d'attraction de Reims, dont elle est une commune de la couronne,. Cette aire, qui regroupe 294 communes, est catégorisée dans les aires de 200 000 à moins de 700 000 habitants,.

### Occupation des sols
L'occupation des sols de la commune, telle qu'elle ressort de la base de données européenne d’occupation biophysique des sols Corine Land Cover (CLC), est marquée par l'importance des territoires agricoles (72,1 % en 2018), une proportion sensiblement équivalente à celle de 1990 (72,7 %). La répartition détaillée en 2018 est la suivante : 
terres arables (68,6 %), forêts (24,7 %), zones agricoles hétérogènes (3,6 %), zones urbanisées (3,2 %). L'évolution de l’occupation des sols de la commune et de ses infrastructures peut être observée sur les différentes représentations cartographiques du territoire : la carte de Cassini (XVIIIe siècle), la carte d'état-major (1820-1866) et les cartes ou photos aériennes de l'IGN pour la période actuelle (1950 à aujourd'hui).

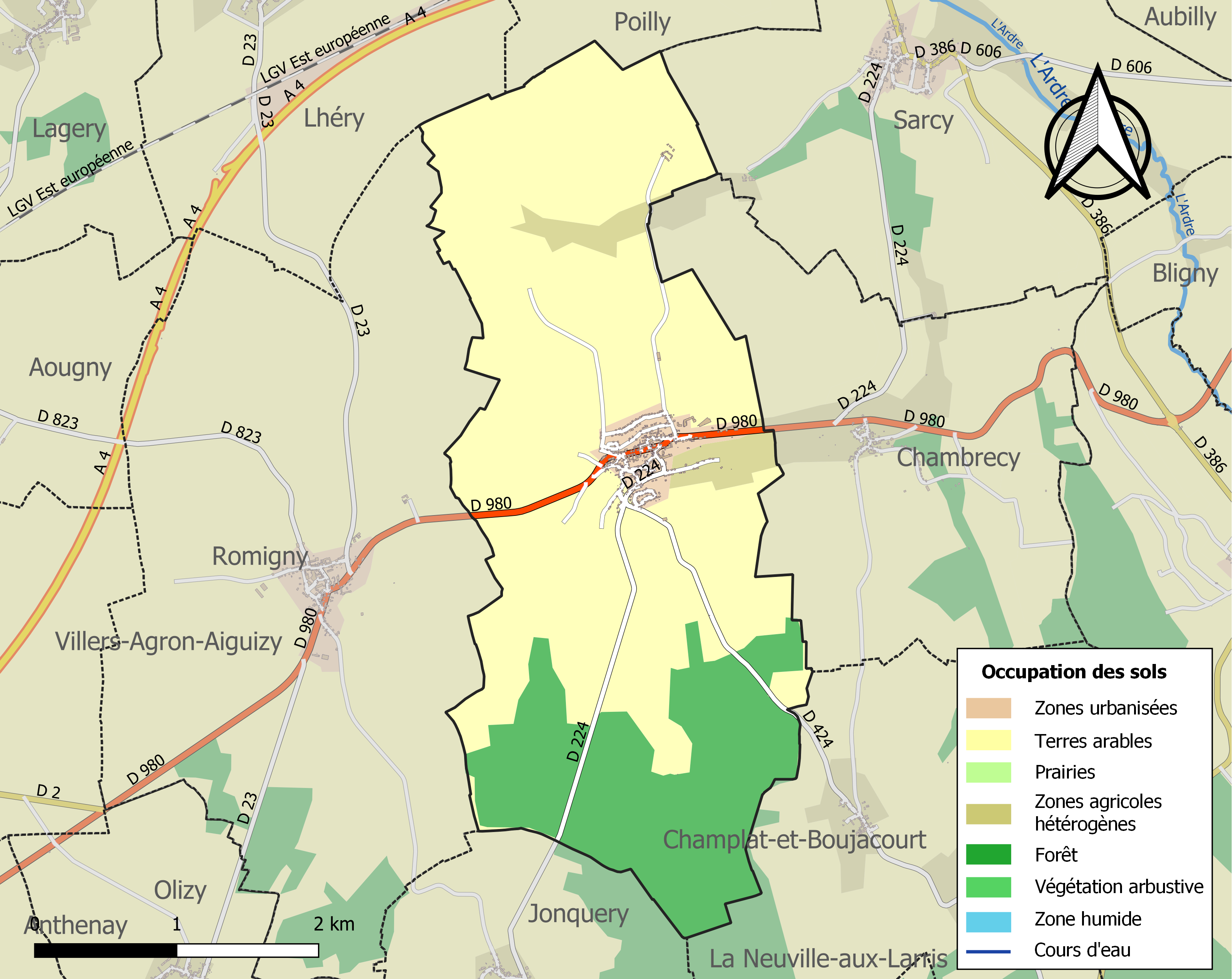
Carte des infrastructures et de l'occupation des sols de la commune en 2018 (CLC).

## Toponymie
Le nom de la localité est attesté sous les formes Villa Tardani (1192) ; La Ville (vers 122.) ; Villa in Tardenois (1226) ; Villa in Tardano (1226) ; Vile-en-Tardenois (1249) ; Vilantardenois (vers 1252) ; Villa Tardeni (vers 1260) ; Ville-en-Tardenoys (1333) ; Villes-en-Tardenoys (1556) ; Ville-en-Tartenois (1664).

Ville, du bas latin villare « domaine rural », remplacé tardivement par l'oïl ville.
Tardenois pourrait signifier « tête de la forêt d'Ardennes », ce qui correspondrait à l'expression celtique tau ardouina et à la romaine testa ardenensis.
À l'époque des Francs existait un comté du Tardenois, dénommé en 853 « pagus Tardinisus », à cheval sur les diocèses de Reims et de Soissons.

## Histoire
Le territoire de Ville-en-Tardenois est occupé depuis la préhistoire : on y a retrouvé des vestiges néolithiques puis celtes, gallo-romains et du haut Moyen Âge.

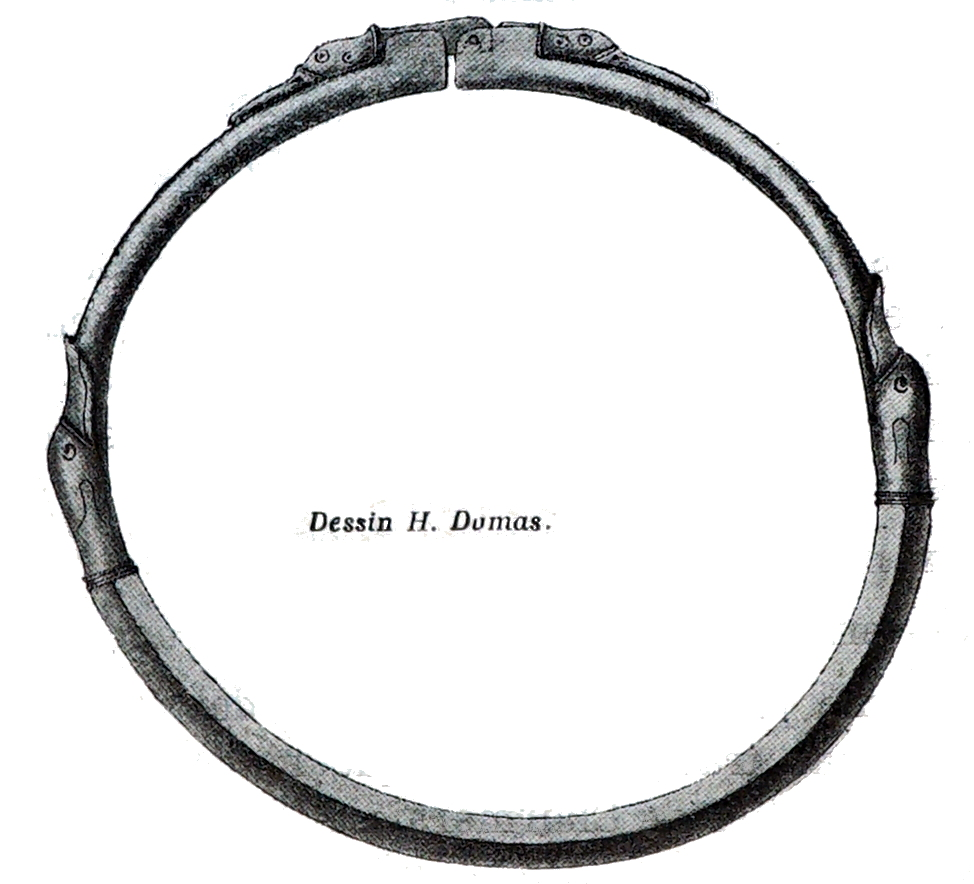
Torque trouvé à Ville-en-Tardenois.

On sait que le village fut incendié au cours de la Guerre de Cent Ans.
La commune était autrefois desservie par les chemins de fer de la Banlieue de Reims.

La Ville-en-Tardenois au tout début du XXe siècle
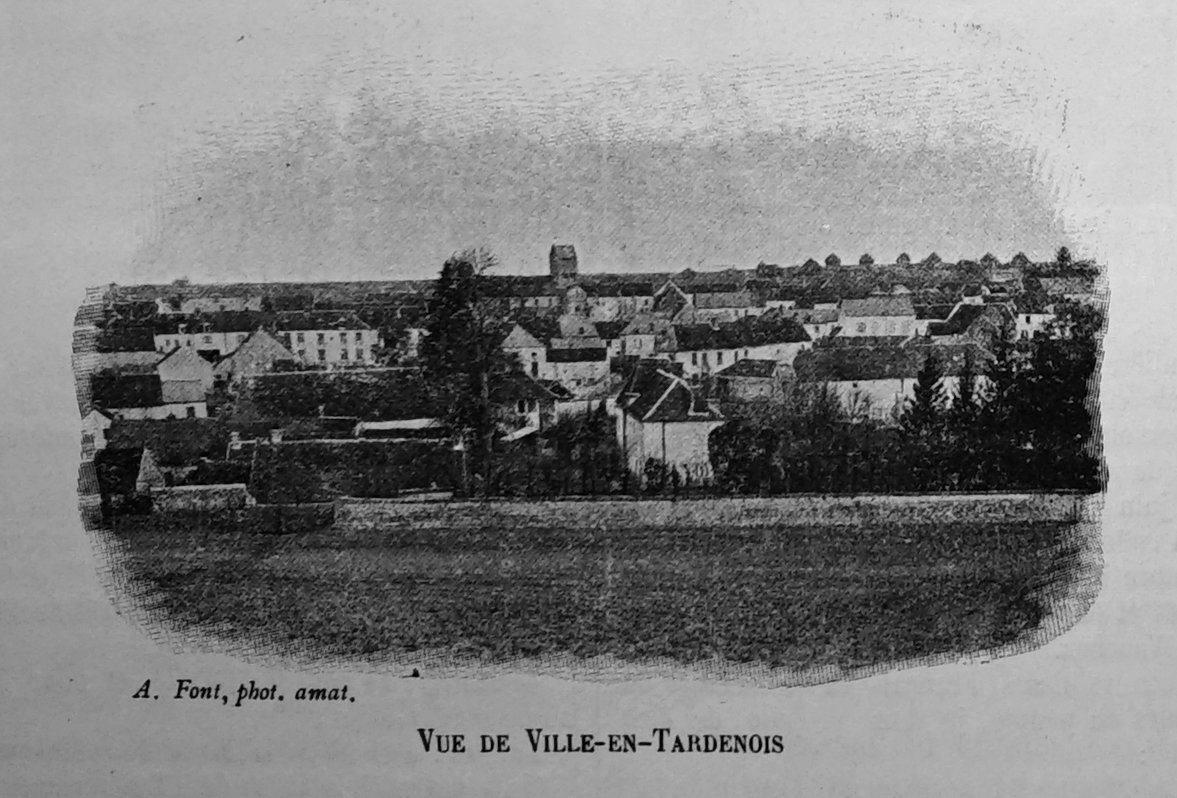
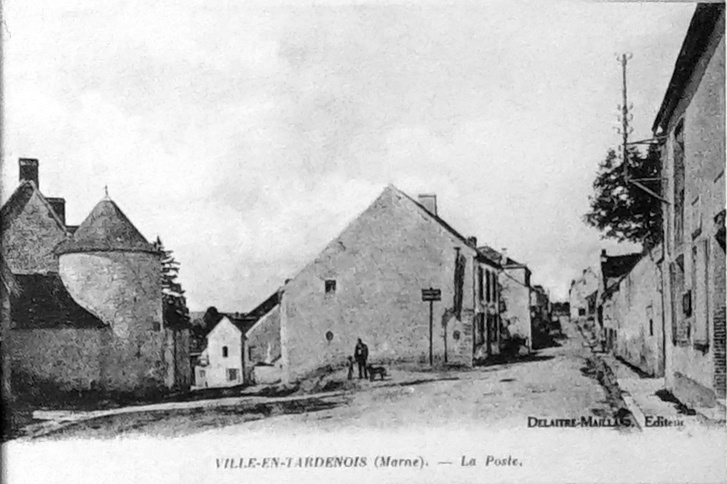
La poste
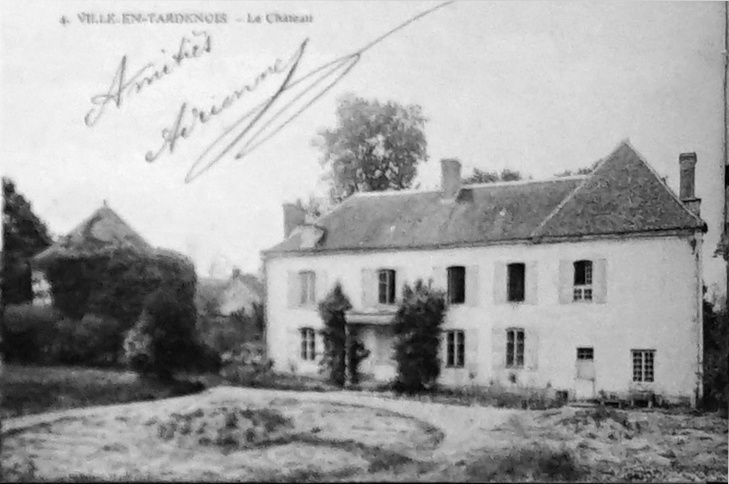
Le château
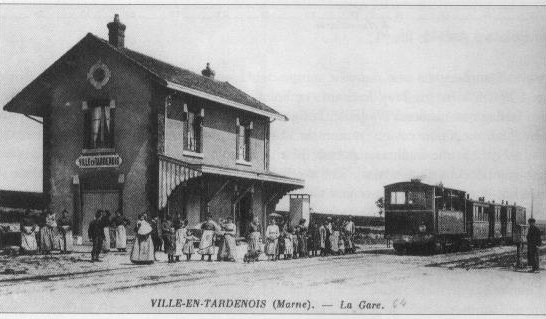
La gare C.B.R vers 1904.

Première Guerre mondiale

La Première Guerre mondiale
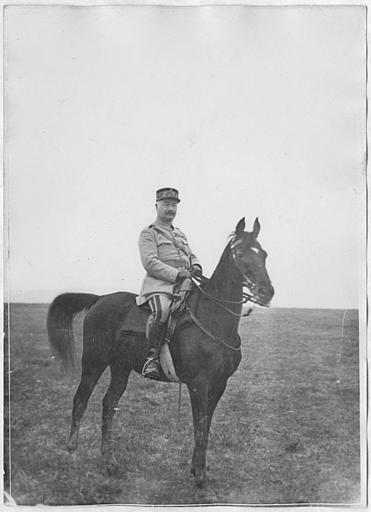
Le général Philipot passant en revue les troupes
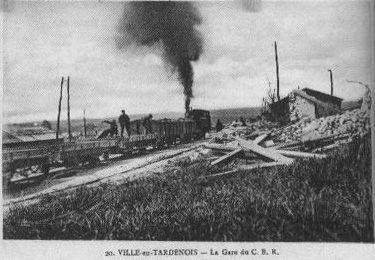
Locomotive Baldwin 50 HP

Le village est considéré comme détruit à la fin de la guerre et a  été décoré de la Croix de guerre 1914-1918, le 1er octobre 1920.
La commune de Saint Mandé, en région parisienne a été la parraine de guerre de la commune et a largement contribué à sa reconstruction.

## Politique et administration

### Rattachements administratifs et électoraux
Rattachements administratifs
La commune se trouve dans l'arrondissement de Reims du département de la Marne.
Elle était depuis 1793 le chef-lieu du canton de Ville-en-Tardenois. Dans le cadre du redécoupage cantonal de 2014 en France, cette circonscription administrative territoriale a disparu, et le canton n'est plus qu'une circonscription électorale.
Rattachements électoraux
Pour les élections départementales, la commune fait partie depuis 2014 du canton de Dormans-Paysages de Champagne
Pour l'élection des députés, elle fait partie de la deuxième circonscription de la Marne.

### Intercommunalité
Ville-en-Tardenois était membre de la communauté de communes Ardre et Tardenois, un établissement public de coopération intercommunale (EPCI) à fiscalité propre créé en 1996 et auquel la commune avait transféré un certain nombre de ses compétences, dans les conditions déterminées par le code général des collectivités territoriales.
Celle-ci a fusionné dans le cadre du schéma départemental de coopération intercommunale de la Marne du 15 décembre 2011 avec sa voisine pour former, le 1er janvier 2014, la communauté de communes Ardre et Châtillonnais,.
Toutefois, conformément aux prévisions du schéma départemental de coopération intercommunale (SDCI) de la Marne du 30 mars 2016, cette communauté de communes est dissoute le 1er janvier 2017 et Ville-en-Tardenois rejoint alors, comme 17 autres communes issues de cette intercommunalité, la communauté urbaine du Grand Reims dont elle est désormais membre.

### Liste des maires
| Période                                  | Période                       | Identité         | Étiquette | Qualité |
| ---------------------------------------- | ----------------------------- | ---------------- | --------- | ------- |
| 1876                                     |                               | Williot          |           |         |
| Les données manquantes sont à compléter. |                               |                  |           |         |
|                                          | 2006                          | Alain Chopineaux |           |         |
| 2006                                     | 2007                          | Robert Tramontin |           |         |
| 2007                                     | mai 2020                      | Thierry Barba    |           |         |
| mai 2020                                 | En cours (au 30 janvier 2021) | Thierry Briançon |           |         |

## Démographie
L'évolution du nombre d'habitants est connue à travers les recensements de la population effectués dans la commune depuis 1793. Pour les communes de moins de 10 000 habitants, une enquête de recensement portant sur toute la population est réalisée tous les cinq ans, les populations de référence des années intermédiaires étant quant à elles estimées par interpolation ou extrapolation. Pour la commune, le premier recensement exhaustif entrant dans le cadre du nouveau dispositif a été réalisé en 2004.

En 2022, la commune comptait 648 habitants, en évolution de −1,97 % par rapport à 2016 (Marne : −1,19 %, France hors Mayotte : +2,11 %).
| 1793 | 1800 | 1806 | 1821 | 1831 | 1836 | 1841 | 1846 | 1851 |
| ---- | ---- | ---- | ---- | ---- | ---- | ---- | ---- | ---- |
| 490  | 577  | 562  | 528  | 511  | 503  | 522  | 580  | 570  |

| 1856 | 1861 | 1866 | 1872 | 1876 | 1881 | 1886 | 1891 | 1896 |
| ---- | ---- | ---- | ---- | ---- | ---- | ---- | ---- | ---- |
| 496  | 500  | 491  | 495  | 511  | 501  | 509  | 519  | 479  |

| 1901 | 1906 | 1911 | 1921 | 1926 | 1931 | 1936 | 1946 | 1954 |
| ---- | ---- | ---- | ---- | ---- | ---- | ---- | ---- | ---- |
| 502  | 501  | 466  | 568  | 504  | 408  | 413  | 378  | 364  |

| 1962 | 1968 | 1975 | 1982 | 1990 | 1999 | 2004 | 2006 | 2009 |
| ---- | ---- | ---- | ---- | ---- | ---- | ---- | ---- | ---- |
| 354  | 363  | 318  | 332  | 530  | 550  | 547  | 542  | 565  |

| 2014 | 2019 | 2022 | - | - | - | - | - | - |
| ---- | ---- | ---- | - | - | - | - | - | - |
| 654  | 648  | 648  | - | - | - | - | - | - |

## Économie
Commune d'entrée dans le parc naturel régional de la Montagne de Reims, Ville-en-Tardenois accueille des artisans dans le centre artisanal dont dispose le parc.[réf. nécessaire] Elle a néanmoins quitté le parc lors de son renouvellement en 2008.
Ville-en-Tardenois appartient à la zone de production des raisins de l'appellation d'origine contrôlée Champagne mais la viticulture n'est pas pratiquée sur le territoire de la commune.

## Culture et patrimoine

### Lieux et monuments

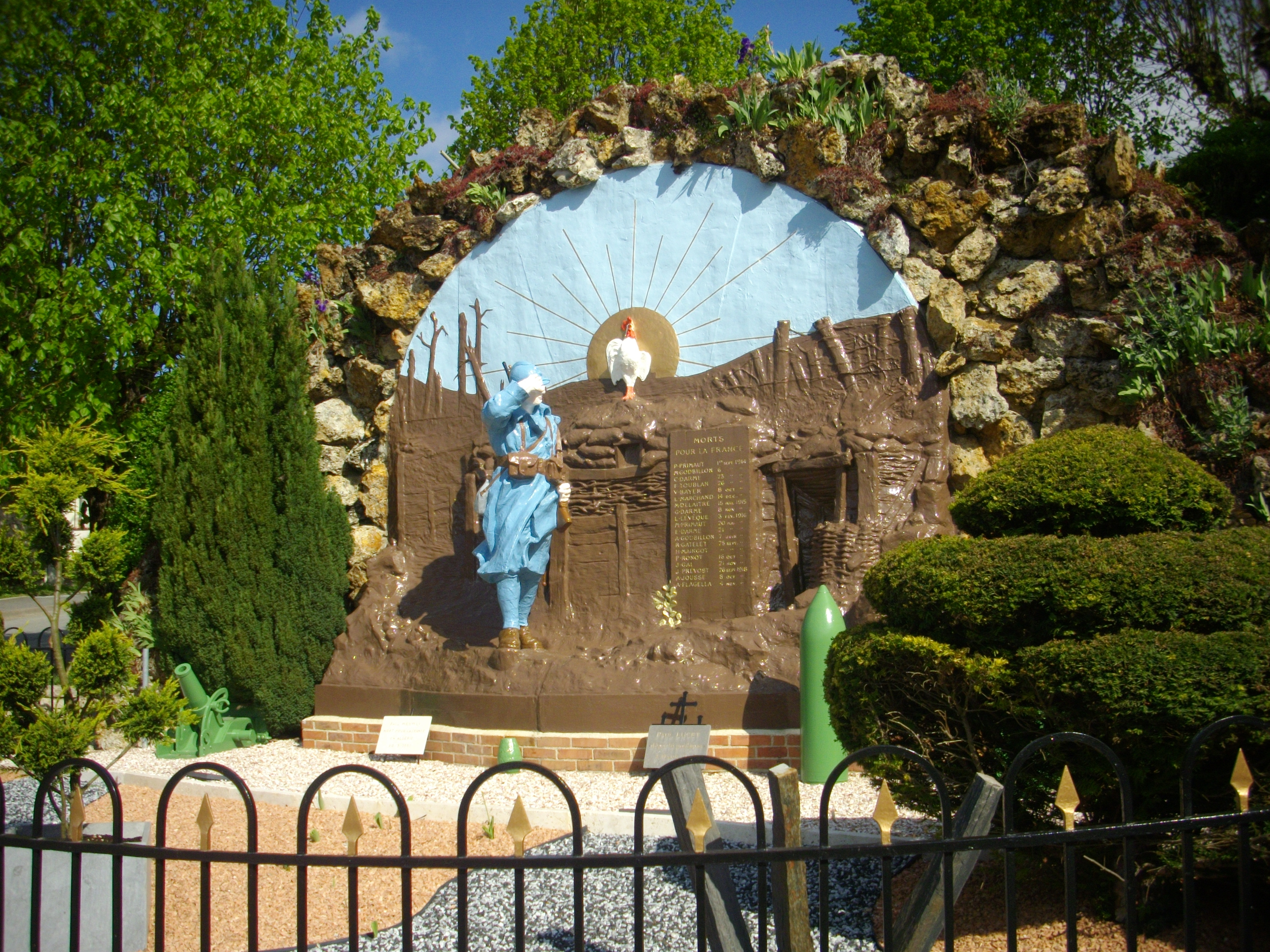
Le monument aux morts.

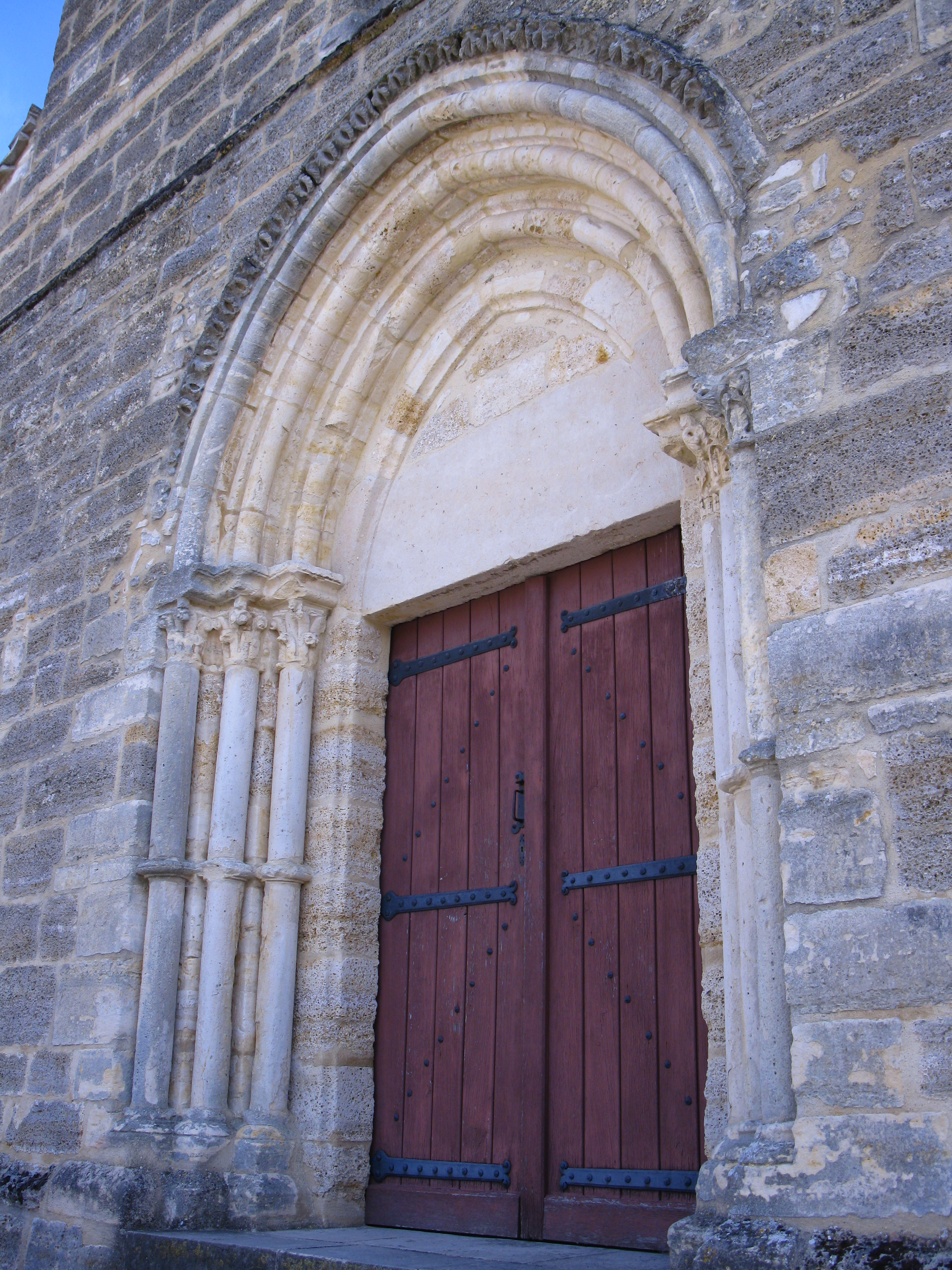
Portail principal de l'église Saint-Laurent, datant de la fin de la période romane.

- La commune arbore un monument très coloré rendant hommage aux combattants de la Première Guerre mondiale. On y voit un poilu saluant la liste des morts sur fond de décor réaliste de tranchée. Un coq surplombe la scène. On doit ce monument, érigé en 1923, au sculpteur Paul Warner[42].
- L'église Saint-Laurent est classée aux monuments historiques depuis 1919[43]. De style roman, ses parties les plus anciennes datent du XIIe siècle ou du XIIIe siècle[44].

### Héraldique
| Armes de Ville-en-Tardenois | Les armes de la commune se blasonnent ainsi : d'azur à la bande d'argent côtoyée de deux doubles cotices potencées et contre-potencées d'or, accompagnée, en chef, de deux gerbes de blé du même rangées en bande et, en pointe, de deux navettes aussi d'or passées en sautoir. |